# La fundación (obra de teatro)
La Fundación es una obra de teatro de Antonio Buero Vallejo, escrita en 1973 y estrenada el 15 de enero de 1974 en el Teatro Fígaro de Madrid.

## Argumento
Cinco hombres (Tomás, Tulio, Asel, Lino y Max), que parecen trabajar para un centro de investigación llamado La Fundación, comparten espacio en lo que parece ser una agradable habitación con bonitas vistas. Únicamente un mal olor y la presencia de un enfermo parecen perturbar el ambiente. Según se avanza en el desarrollo de los diálogos, se descubre que tal situación no es sino la percepción subjetiva de uno de los personajes, Tomás, mediante el que sabe el espectador que la habitación es en realidad una celda, que La Fundación es una prisión y que los cinco personajes son cinco reclusos condenados a muerte. Se encuentran allí porque el propio Tomás, sometido a tortura, delató a sus compañeros de organización. Su sentimiento de culpa provocó que perdiera el sentido de la realidad. Al final, la escena queda vacía, retornado su aspecto de habitación lujosa en la que se instalarán nuevos huéspedes.
Se han hecho varias interpretaciones acerca del significado de la obra. Por un lado, supone una crítica hacia la opresión de los regímenes totalitarios, la tortura y la pena de muerte. Por otro lado, existe una interpretación simbólica de la obra, donde se relaciona el vivir con una cárcel en la que permanecemos encerrados bajo la amenaza omnipresente de la muerte. Buero Vallejo señaló que una de sus fuentes de inspiración fue Las nubes, un cuento de Azorín perteneciente a su obra Castilla (1912), donde se plantea la teoría del eterno retorno, siguiendo la concepción de Nietzsche. Dicha teoría se presenta en la obra cuando el encargado invita a entrar en el aposento a nuevos visitantes, con los cuales el engaño de La Fundación volverá a comenzar en un eterno retorno de forma imparable.

## Estreno
- Dirección: José Osuna.
- Escenografía: Vicente Vela.
- Intérpretes: Francisco Valladares, Jesús Puente, José Albiach, Victoria Rodríguez, Pablo Sanz, Enric Arredondo, Ernesto Aura.

## Reposición
En 1998, con dirección de Juan Carlos Pérez de la Fuente e interpretación de Ginés García Millán, Pepe Viyuela, Joaquín Notario, Juan José Otegui, Héctor Colomé y Esperanza Campuzano.

## Versión para televisión
Se emitió en 1977 una representación en el espacio Estudio 1 de Televisión española, de nuevo con dirección de Osuna; Francisco Valladares y Jesús Puente repitieron sus papeles, y se incorporaron al elenco Manuel Gallardo y José María Guillén.

## Adaptaciones
El 30 de noviembre del 2017, La Joven Compañía estrenó en su sede del Conde Duque, en Madrid, una adaptación para públicos jóvenes de La Fundación, con el nombre de En la fundación, escrita por la dramaturga Irma Correa y dirigida por José Luis Arellano. La interpretación corrió a cargo de Víctor de la Fuente, Nono Mateos, Jota Haya, Juan Carlos Pertusa, María Valero, Mateo Rubinstein, Álvaro Caboalles, Pascual Laborda y Óscar Albert. 